# Liste der Monarchien in Afrika

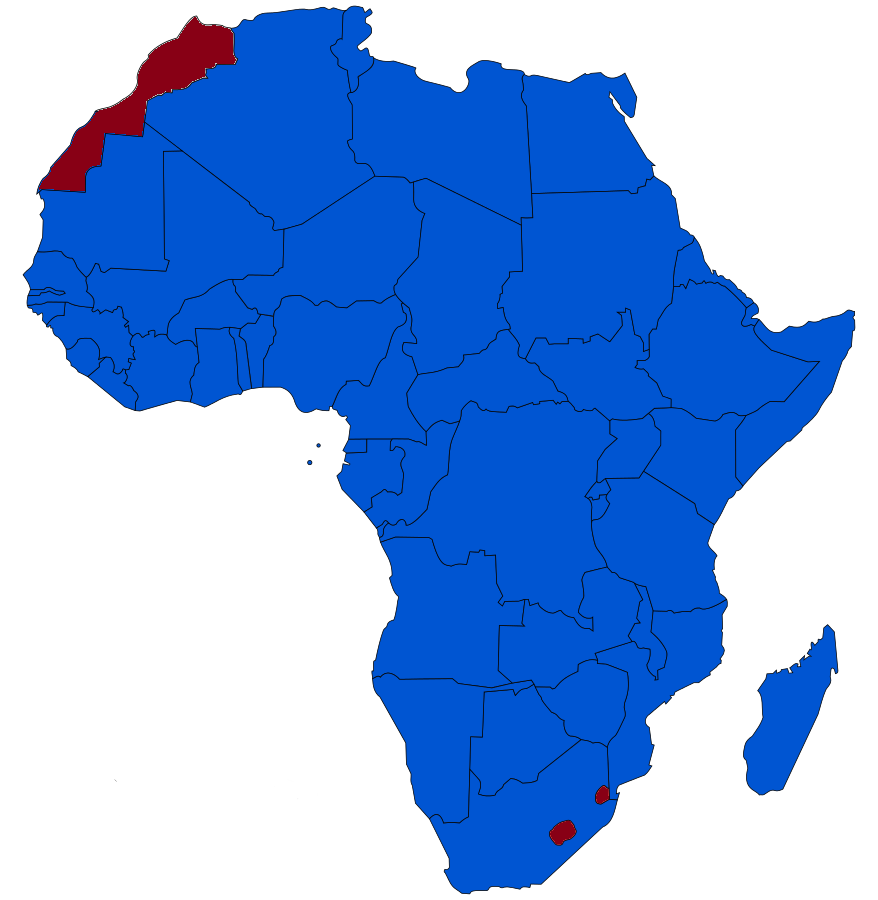
Monarchien Afrikas (rot)

Diese Liste der Monarchien in Afrika führt alle anerkannten afrikanischen Staaten und abhängige Gebiete auf, die als Staatsform eine Monarchie haben bzw. im 20. Jahrhundert hatten.

## Aktuell

### Unabhängige Staaten
Stand: November 2023
| Staat    | Regierungssystem            | Staatsform                 | Monarchie seit | Aktueller Monarch | Titel | im Amt seit |
| -------- | --------------------------- | -------------------------- | -------------- | ----------------- | ----- | ----------- |
| Eswatini | Absolute Monarchie          | Absolute Monarchie         | 1780 (1968)    | Mswati III.       | König | 1986        |
| Lesotho  | Parlamentarische Demokratie | Parlamentarische Monarchie | 1822 (1966)    | Letsie III.       | König | 1996        |
| Marokko  | Konstitutionelle Monarchie  | Erbmonarchie               | 1062           | Mohammed VI.      | König | 1999        |

### Abhängige Gebiete
Stand: September 2022
| Staat                  | Gebiet                                     | Regierungssystem            | Staatsform                    | Monarchie seit | Aktueller Monarch | Titel | im Amt seit |
| ---------------------- | ------------------------------------------ | --------------------------- | ----------------------------- | -------------- | ----------------- | ----- | ----------- |
| Spanien                | Kanarische Inseln                          | Parlamentarische Demokratie | Parlamentarische Erbmonarchie | 1516           | Felipe VI.        | König | 2014        |
| Spanien                | Ceuta und Melilla                          | Parlamentarische Demokratie | Parlamentarische Erbmonarchie | 1516           | Felipe VI.        | König | 2014        |
| Vereinigtes Königreich | St. Helena, Ascension und Tristan da Cunha | Parlamentarische Demokratie | Parlamentarische Monarchie    | 1603           | Charles III.      | König | 2022        |

## Historisch

### Unabhängige Staaten
Unabhängige monarchische Staaten in Afrika im 20. Jahrhundert.
| Staat         | Heutiger Staat               | Letzter Monarch          | Titel          | von             | bis  |
| ------------- | ---------------------------- | ------------------------ | -------------- | --------------- | ---- |
| Ägypten       | Ägypten                      | Fu'ād II.                | König          | 1922            | 1953 |
| Ankole        | Uganda                       | Gasyonga II.             | Mugabe         | 15. Jahrhundert | 1967 |
| Abessinien    | Äthiopien                    | Haile Selassie           | Kaiser (Negus) | 980 v. Chr.     | 1974 |
| Burundi       | Burundi                      | Ntare V.                 | König          | 1680            | 1966 |
| Libyen        | Libyen                       | Idris                    | König          | 1951            | 1969 |
| Ruanda        | Ruanda                       | Kigeri V.                | König          | 1350            | 1962 |
| Sansibar      | Tansania                     | Dschamschid ibn Abdullah | Sultan         | 1956            | 1964 |
| Tunesien      | Tunesien                     | Muhammad VIII. al-Amin   | König          | 1956            | 1957 |
| Zentralafrika | Zentralafrikanische Republik | Bokassa I.               | Kaiser         | 1976            | 1979 |

### Abhängige Gebiete / Commonwealth
| Staat                       | Letzter Monarch | Titel   | bis  |
| --------------------------- | --------------- | ------- | ---- |
| Gambia                      | Elisabeth II.   | Königin | 1970 |
| Ghana                       | Elisabeth II.   | Königin | 1960 |
| Kenia                       | Elisabeth II.   | Königin | 1964 |
| Malawi                      | Elisabeth II.   | Königin | 1966 |
| Mauritius                   | Elisabeth II.   | Königin | 1992 |
| Nigeria                     | Elisabeth II.   | Königin | 1963 |
| Rhodesien (heute Simbabwe)  | Elisabeth II.   | Königin | 1970 |
| Sierra Leone                | Elisabeth II.   | Königin | 1971 |
| Südafrika                   | Elisabeth II.   | Königin | 1961 |
| Tanganjika (heute Tansania) | Elisabeth II.   | Königin | 1961 |
| Uganda                      | Elisabeth II.   | Königin | 1963 |